# دیلوواسی
دیلوواسی (به ترکی استانبولی: Dilovası) شهری است در کشور ترکیه که در استان قوجاایلی واقع شده‌است. جمعیت این شهر بر اساس سرشماری سال ۲۰۰۸ میلادی ۴۱٬۴۵۵ نفر و بر اساس برآوردهای سال ۲۰۰۹ میلادی ۴۱٬۶۴۳ نفر می‌باشد.